# (22952) Hommasachi
(22952) Hommasachi est un astéroïde de la ceinture principale.

## Description
(22952) Hommasachi est un astéroïde de la ceinture principale. Il fut découvert le 5 octobre 1999 à la station Anderson Mesa par le programme LONEOS. Il présente une orbite caractérisée par un demi-grand axe de 2,55 UA, une excentricité de 0,28 et une inclinaison de 13,1° par rapport à l'écliptique.

## Compléments